# Priolepis anthioides
Priolepis anthioides är en fiskart som först beskrevs av Smith, 1959.  Priolepis anthioides ingår i släktet Priolepis och familjen smörbultsfiskar. Inga underarter finns listade i Catalogue of Life.